# Норт-Ривер-Шорс (Флорида)
Норт-Ривер-Шорс (англ. North River Shores) — статистически обособленная местность, расположенная в округе Мартин (штат Флорида, США) с населением в 3101 человек по статистическим данным переписи 2000 года.

## География
По данным Бюро переписи населения США статистически обособленная местность Норт-Ривер-Шорс имеет общую площадь в 4,92 квадратных километров, из которых 3,37 кв. километров занимает земля и 1,55 кв. километров — вода. Площадь водных ресурсов округа составляет 31,5 % от всей его площади.
Статистически обособленная местность Норт-Ривер-Шорс расположена на высоте 1 м над уровнем моря.

## Демография
По данным переписи населения 2000 года в Норт-Ривер-Шорс проживало 3101 человек, 916 семей, насчитывалось 1417 домашних хозяйств и 1701 жилой дом. Средняя плотность населения составляла около 630,28 человек на один квадратный километр. Расовый состав населённого пункта распределился следующим образом: 97,84 % белых, 0,52 % — чёрных или афроамериканцев, 0,13 % — коренных американцев, 0,61 % — азиатов, 0,64 % — представителей смешанных рас, 0,26 % — других народностей. Испаноговорящие составили 1,81 % от всех жителей статистически обособленной местности.
Из 1417 домашних хозяйств в 21,4 % воспитывали детей в возрасте до 18 лет, 54,7 % представляли собой совместно проживающие супружеские пары, в 7,6 % семей женщины проживали без мужей, 35,3 % не имели семей. 29,5 % от общего числа семей на момент переписи жили самостоятельно, при этом 17,8 % составили одинокие пожилые люди в возрасте 65 лет и старше. Средний размер домашнего хозяйства составил 2,18 человек, а средний размер семьи — 2,68 человек.
Население статистически обособленной местности по возрастному диапазону по данным переписи 2000 года распределилось следующим образом: 17,8 % — жители младше 18 лет, 4,6 % — между 18 и 24 годами, 21,8 % — от 25 до 44 лет, 25,3 % — от 45 до 64 лет и 30,5 % — в возрасте 65 лет и старше. Средний возраст жителей составил 49 лет. На каждые 100 женщин в Норт-Ривер-Шорс приходилось 89,3 мужчин, при этом на каждые сто женщин 18 лет и старше приходилось 85,4 мужчин также старше 18 лет.
Средний доход на одно домашнее хозяйство статистически обособленной местности составил 43 813 долларов США, а средний доход на одну семью — 55 052 доллара. При этом мужчины имели средний доход в 47 330 долларов США в год против 26 118 долларов среднегодового дохода у женщин. Доход на душу населения статистически обособленной местности составил 43 813 долларов в год. 5,6 % от всего числа семей в населённом пункте и 5,3 % от всей численности населения находилось на момент переписи населения за чертой бедности, при этом 11,2 % из них были моложе 18 лет и 2,0 % — в возрасте 65 лет и старше.